# Strophopteryx appalachia
Strophopteryx appalachia is een steenvlieg uit de familie vroege steenvliegen (Taeniopterygidae). De wetenschappelijke naam van de soort is voor het eerst geldig gepubliceerd in 1975 door Ricker & Ross.